# Урелапа
Острів Урелапа (також Île Oulilapa, Île Ulilapa) - приватний безлюдний острів у провінції Санма Вануату в Тихому океані. 